# Image matricielle
Pour les articles homonymes, voir Bitmap.

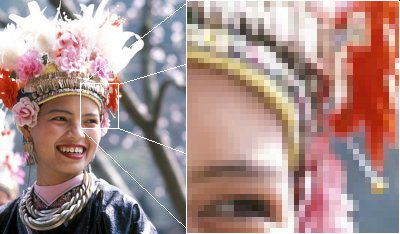
Exemple d'image matricielle.

Une image matricielle, ou « carte de points » (de l'anglais bitmap), est une image constituée d'un pavage carré dont chaque élément, appelé point ou pixel, est coloré selon un code enregistré dans un tableau à deux dimensions.
Dans les domaines de l'imagerie numérique et de l'infographie, on parle d'image matricielle par opposition avec l'image vectorielle.

## Origine
La mosaïque, déjà pratiquée par les Grecs et les Romains, juxtapose des petits carreaux de pierre ou de faïence colorés, les tesselles. La broderie et la tapisserie rassemblent sur une trame des fils de couleur. L'image apparaît lorsqu'on est suffisamment loin pour que les petits éléments ne se perçoivent plus que comme une texture.
Jacquard a automatisé la fabrication de textiles à motifs réguliers à des informations conservées sous forme de cartes perforées).
Les écrans informatiques dérivent des écrans vidéo analogiques. Chaque image est décomposée en lignes. Le signal électrique de chacune des lignes est échantillonné en points. De ce fait, chaque point d'une image informatique correspond à un emplacement qui correspond à un tableau de valeurs.

## Principe
Le concept d'image matricielle s'oppose à celui d'image vectorielle, où l'image se constitue à partir de traits de couleurs comme le dessin, définis par un calcul dont le plus simple signifie droite de A à B. Ce procédé, excellent pour les traits de largeur constante, s'adapte mal à la production de surfaces colorées.
La production d'images matricielles exploite la limitation du pouvoir de résolution de la vision humaine. Lorsque deux éléments voisins sont suffisamment petits et éloignés, nous ne les distinguons plus. Nous percevons à leur emplacement le mélange de leurs couleurs.
Par conséquent les images matricielles doivent être conçues selon la distance typique de leur observation : vues de trop près, les points deviendraient discernables, vues de trop loin, on ne verrait plus les détails de l'image.
Lorsque les points constitutifs d'une image matricielle sont distincts, on parle de pixelisation de l'image. Lorsque cette visibilité affecte une ligne ou un contour obliques, c'est du crénelage.

### Caractéristiques
Une image matricielle ne peut s'interpréter qu'à partir de données auxiliaires. Le format exif est souvent employé. Ces informations sont :
Les dimensions de sa matricesoit sa largeur et sa hauteur, soit l'une ou l'autre plus le nombre total de points la constituant. Dans ce dernier cas, la (ou les) dimension manquante pourra être déduite via la division du nombre total de points par le nombre de points dans la dimension connue.
Exemple :
Soit une image de 300 points de large. Si elle possède au total 60 000 points de couleur, alors nous savons que sa hauteur sera constituée de : 60 000 divisé par 300 = 200 points de couleur sur sa hauteur.
Sa taille réelleune matrice de points est une abstraction. La matrice de points donne des valeurs échantillonnées. En général, si les éléments d'image se placent sur un pavage carré, on attribue à chacun d'eux la valeur de la matrice correspondante. Si ce n'est pas le cas, par exemple en imprimerie où les éléments sont disposés sur une trame en quinconce à différents angles on doit — on devrait — calculer la couleur par interpolation. Il peut être utile ou nécessaire de connaître la taille de l'image dans la réalité.
La nature de ses couleursgénéralement, l'indication d'une norme. La plupart des images infographiques utilisent les différents systèmes rouge-vert-bleu, les images imprimées, la quadrichromie, les appareils photonumériques un pavage d'éléments dit RAW.
La précision de ses couleursen indiquant soit la profondeur de couleur, c'est-à-dire le nombre de bits pour chaque canal, soit une palette de couleurs c'est-à-dire une table de correspondance entre un indice et une liste de codes de couleur.
D'autres informations auxiliairesl'auteur de l'image et sa date de création, des spécificités techniques, une miniature afin de pouvoir être prévisualisée rapidement.

## En imagerie numérique

### Numérisation
Le codage ou la représentation informatique d'une image implique sa numérisation. Cette numérisation se fait dans deux espaces :
- l'espace spatial où l'image est numérisée suivant l'axe des abscisses et des ordonnées : on parle d'échantillonnage. Les échantillons dans cet espace sont nommés pixels et leur nombre va constituer la définition de l'image.
- l'espace des couleurs où les différentes valeurs de luminosité que peut prendre un pixel sont numérisées pour représenter sa couleur et son intensité ; on parle de quantification. La précision dans cet espace dépend du nombre de bits sur lesquels on code la luminosité et est appelée profondeur de couleur de l'image.

La qualité d'une image matricielle est déterminée par le nombre total de pixels (« picture element » et la quantité d’information contenue dans chaque pixel (souvent appelée profondeur de numérisation des couleurs).

### Définition d'image
La définition d'une image avec sa notion connexe de résolution définit le niveau de détails qui seront visibles dans l'image. Pour une taille donnée, plus il y aura de pixels, plus il y aura de détails fins visibles. On dit que plus une image a de pixels, plus elle est de grande qualité. Une image numérisée avec une définition de 640 × 480 pixels (donc contenant 307 200 pixels) apparaîtra très approximative et sous forme d’un pavage de petits carrés de couleur, par comparaison à une image de 1280 × 1024 px (soit 1 310 720 pixels).
Puisqu'il coûte une grande quantité de données pour stocker une image de très grande qualité, des techniques de compression de données sont souvent employées pour réduire la taille des images stockées sur un disque. Certaines de ces techniques perdent des informations, en tenant compte des limites de la perception visuelle humaine afin de réaliser un fichier occupant beaucoup moins de place sur disque, avec, en contrepartie, la perte d'informations qui pourraient devenir visibles en cas de modification de l'image. Ces techniques de compression sont dites de compression avec pertes.

### Codage des couleurs

Le smiley en haut est une image bitmap. Agrandie, les pixels individuels s'affichent sous forme de carrés.

Une image peut contenir une palette pour définir la couleur de chaque pixel. À chaque pixel est associé le rang qu’occupe sa couleur dans la palette. C’est le cas des images GIF qui possèdent une palette supportant jusqu’à 256 couleurs[réf. nécessaire].
Les images délivrées par les appareils photo et les logiciels de dessins sont, elles, une fois décompressées, codées pour chaque pixel par un triplet de valeurs pour le rouge, le vert et le bleu (modèle RVB). Chaque canal est codé (pour les images JPEG) sur 8 bits selon son intensité. Sur 8 bits, il est possible de définir 256 niveaux (2 puissance 8). On obtient en fin de compte une image de 16,777216 millions de teintes disponibles (256 puissance 3). On parle alors d'une image en 16 millions de couleurs.

### Différentes représentations
Il faut distinguer les différentes représentations d'une image matricielle.
- Dans un fichier, pour le stockage et l'échange. Dans ce cas, l'image est le plus souvent compressée et stockée dans un format graphique. Les principaux formats matriciels sont BMP, GIF, TIFF, PNG et JPEG.
- Le format PPM est aussi parfois utilisé car il a l'avantage de coder très simplement l'image.
- En mémoire graphique de l'ordinateur ou de la carte graphique. Ce format est généralement sans aucune compression pour pouvoir être directement exploitable et affichable sur l'écran.

### Comparaison avec les images vectorielles
Lorsque l'on grossit une image matricielle, puisqu'on ne rajoute aucune information qui ne serait pas déjà présente, cela induit une perte de qualité visible. Plus exactement, une fois qu'une image est numérisée, sa définition est fixe et son aspect visuel ne peut pas s'améliorer, même en utilisant de meilleurs dispositifs d'affichage ou astuces d'affichage. Une image numérique agrandie est dite pixelisée.
En revanche, les images vectorielles peuvent facilement s’afficher sous différentes échelles et s’adaptent à la qualité du dispositif d’affichage. Malgré cela, les images matricielles sont plus appropriées que les images vectorielles aux travaux sur photographies ou sur photos réalistes car il est aujourd'hui impossible en pratique d'obtenir une image vectorielle à partir d'une photo, même si des recherches ont lieu sur ce sujet en analyse d'image.
Une image vectorielle ne peut pas être affichée directement sur un écran. Elle doit auparavant être transformée en image de type bitmap, seul type qui soit exploitable par la carte graphique. Tous les logiciels qui produisent des images vectorielles (notamment les logiciels de dessin industriel) réalisent cette transformation.

## Principe d'affichage

### Restitution
À la fin du XXe siècle, les moniteurs d'ordinateur pouvaient afficher environ entre 72 et 96 PPP (ou dpi (Dots Per Inch) en anglais, soit 28 à 38 points par centimètre), alors que les imprimantes modernes peuvent atteindre des résolutions de 600 dpi (236 points par cm) voire plus ; ainsi travailler avec des images destinées à l’impression peut s’avérer difficile ou exiger de grands moniteurs et des ordinateurs très puissants. Les moniteurs avec des résolutions de 200 dpi (79 points par cm) furent disponibles pour le grand public vers la fin de 2001.
Les images destinées à l'impression professionnelle sont travaillées à 300 dpi (118 points par cm) et en CMJN (cyan, magenta, jaune, noir, représentation par synthèse soustractive). Elles occupent entre une vingtaine de mégaoctets (~20 Mo) et plus de 100. Le RVB est une palette d'affichage qui correspond à la synthèse additive.
Notons qu'une image de 640 × 480 sur un écran de 36 cm (14") a une résolution de 22,2 points par cm, soit 56 dpi. Une image de 1 600 × 1 200 sur un écran de 53 cm (21") a une résolution de 38 points par cm, soit 96 dpi.

## Analogie en 3D
En infographie 3D (en trois dimensions), le concept d'une trame plane de pixels est parfois étendu à un volume tridimensionnel formé de petits pavés appelés « voxels ». Dans ce cas-ci, il y a une grille régulière dans l'espace tridimensionnel avec des éléments contenant l'information de couleur pour chaque point de la grille. Bien que les « voxels » soient des abstractions puissantes pour traiter les formes 3D complexes, ils demandent beaucoup de mémoire pour être stockés dans un tableau d’assez grande taille. En conséquence, les images vectorielles sont plus souvent utilisées que les « voxels » pour produire des images en trois dimensions.

## Utilisation
Les images matricielles furent d’abord brevetées par Texas Instruments dans les années 1970[réf. nécessaire], et sont maintenant omniprésentes.
Le format matriciel a été utilisé pour envoyer un message dans l'espace à destination d'une intelligence extraterrestre : il s'agit d'une image noir-et-blanc représentant le système solaire, de dimensions n sur m, n et m étant des nombres premiers[Lesquels ?]. Seule la série de n×m bits est transmise, les dimensions de l'image doivent être déduites de la décomposition en facteurs premiers ; les émetteurs espèrent ainsi que les récepteurs sauront décomposer les n×m en ses deux facteurs, et ainsi recomposer l'image.